# مطار أوريبان
مطار أوريبان (بالفنلندية: Oripään lentokenttä)‏ هو مطار يقع في أوريبان، فنلندا، على بعد حوالي 2 كيلومتر (1.2 ميل) شمال شرق مركز بلدية أوريبان. استضاف بطولة العالم للطائرات الشراعية في عام 2013.

## روابط خارجية
- Turun Lentokerho ry - مطار أوريبان (الموقع الرسمي)
- VFR Suomi / فنلندا - مطار أوريبا
- Lentopaikat.net - مطار أوريبا باللغة الفنلندية